# Diocesi di Kabgayi

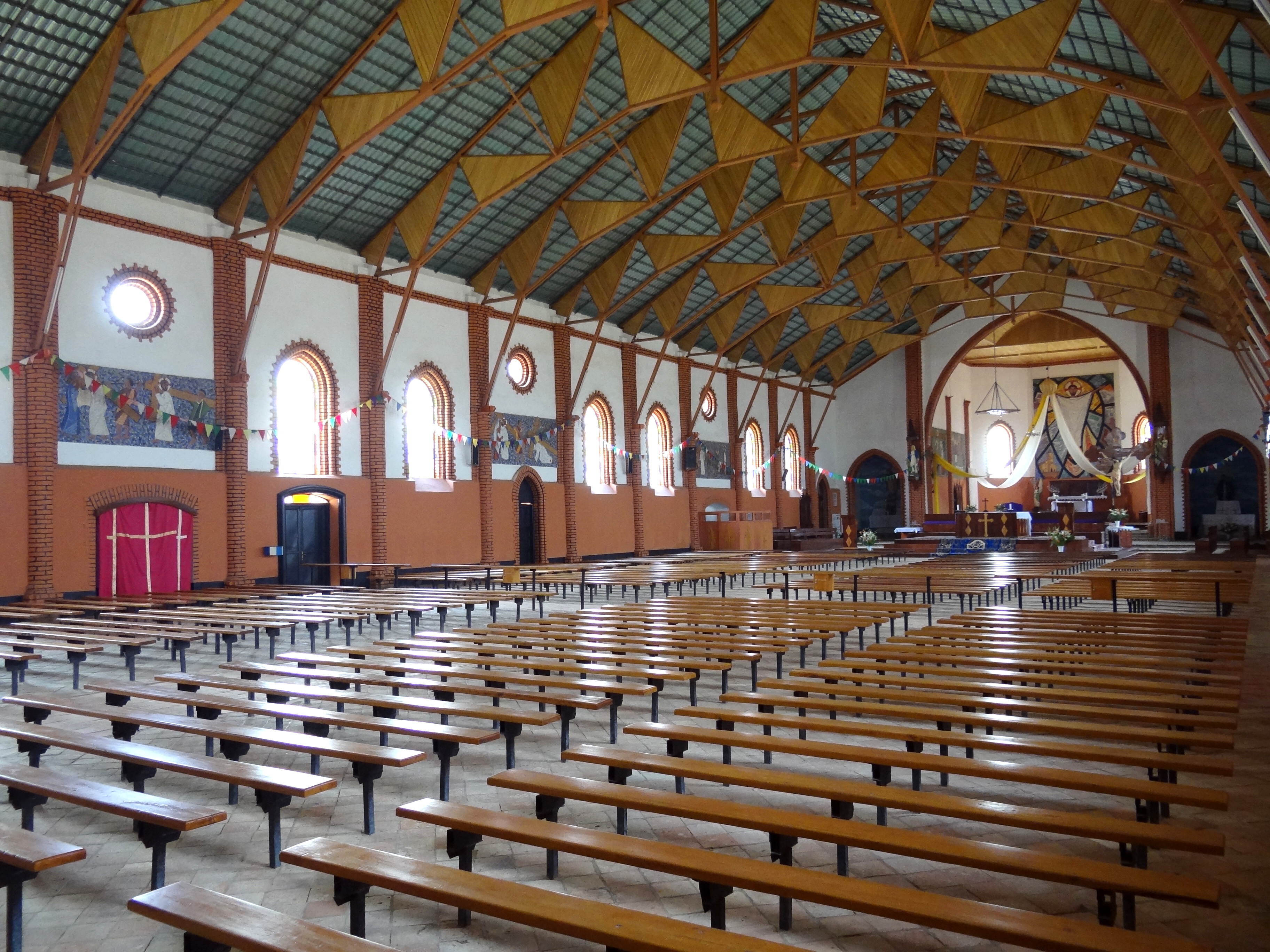
Interno della cattedrale.

La diocesi di Kabgayi (in latino Dioecesis Kabgayensis) è una sede della Chiesa cattolica in Ruanda suffraganea dell'arcidiocesi di Kigali. Nel 2023 contava 683.452 battezzati su 1.120.821 abitanti. È retta dal vescovo Balthazar Ntivuguruzwa.

## Territorio
La diocesi comprende i distretti di Kamonyi, Muhanga e Ruhango nella provincia Meridionale del Ruanda.
Sede vescovile è la città di Kabgayi, dove si trova la cattedrale dell'Immacolata Concezione, elevata al rango di basilica minore nel 1992.
Il territorio è suddiviso in 29 parrocchie.

## Storia
Il vicariato apostolico di Kivu, che prendeva il nome dal lago omonimo, fu eretto il 12 dicembre 1912 con il breve Apostolatus munus di papa Pio X, ricavandone il territorio dai vicariati apostolici di Victoria-Nyanza meridionale (oggi arcidiocesi di Mwanza) e di Unianyembé (oggi arcidiocesi di Tabora). Esso comprendeva gli odierni stati di Ruanda e Burundi e, a sud, porzioni minori dell'odierna Tanzania. Sede del vicario apostolico era la città di Kabgayi.
Il 25 aprile 1922, con il breve Exigit apostolicum di papa Pio XI, il vicariato apostolico fu diviso in due: il vicariato apostolico dell'Urundi, da cui ebbe origine in seguito l'arcidiocesi di Gitega, e il vicariato apostolico del Ruanda.
Il 14 febbraio 1952 il vicariato apostolico del Ruanda cedette una porzione del suo territorio a vantaggio dell'erezione del vicariato apostolico di Nyundo (oggi diocesi) e in forza del decreto Cum propter novi della Congregazione di Propaganda Fide cambiò il proprio nome in vicariato apostolico di Kabgayi.
Il 10 novembre 1959 il vicariato apostolico fu elevato al rango di arcidiocesi metropolitana con la bolla Cum parvulum di papa Giovanni XXIII.
Il 20 dicembre 1960, l'11 settembre 1961 e il 5 settembre 1968 cedette altre porzioni di territorio a vantaggio dell'erezione rispettivamente delle diocesi di Ruhengeri, di Astrida (oggi diocesi di Butare) e di Kibungo.
Il 10 aprile 1976 ha ceduto un'ulteriore porzione di territorio a vantaggio dell'erezione dell'arcidiocesi di Kigali e contestualmente è stata declassata a diocesi suffraganea.
Il 5 novembre 1981 ha ceduto ancora una porzione di territorio a vantaggio dell'erezione della diocesi di Byumba.
Nella guerra civile che vide coinvolto il Ruanda nella prima metà degli anni novanta del XX secolo, trovò la morte, tra gli altri, il vescovo Thaddée Nsengiyumva.

## Cronotassi dei vescovi
Si omettono i periodi di sede vacante non superiori ai 2 anni o non storicamente accertati.
- Jean-Joseph Hirth, M.Afr. † (12 dicembre 1912 - 25 ottobre 1920 dimesso)
- Léon-Paul Classe, M.Afr. † (26 aprile 1922 - 31 gennaio 1945 deceduto)
- Laurent-François Déprimoz, M.Afr. † (31 gennaio 1945 succeduto - 15 aprile 1955 dimesso)
- André Perraudin, M.Afr. † (19 dicembre 1955 - 7 ottobre 1989 ritirato)
- Thaddée Nsengiyumva † (7 ottobre 1989 succeduto - 7 giugno 1994 deceduto)
- Anastase Mutabazi (13 marzo 1996 - 10 dicembre 2004 dimesso)
- Smaragde Mbonyintege (21 gennaio 2006 - 2 maggio 2023 ritirato)
- Balthazar Ntivuguruzwa, dal 2 maggio 2023

## Statistiche
La diocesi nel 2023 su una popolazione di 1.120.821 persone contava 683.452 battezzati, corrispondenti al 61,0% del totale.
| anno | popolazione | popolazione | popolazione | presbiteri | presbiteri | presbiteri | presbiteri                | diaconi | religiosi | religiosi | parrocchie |
| anno | battezzati  | totale      | %           | numero     | secolari   | regolari   | battezzati per presbitero | diaconi | uomini    | donne     | parrocchie |
| ---- | ----------- | ----------- | ----------- | ---------- | ---------- | ---------- | ------------------------- | ------- | --------- | --------- | ---------- |
| 1949 | 331.144     | 1.356.291   | 24,4        | 169        | 81         | 88         | 1.959                     |         | 72        | 234       | 43         |
| 1970 | 320.407     | 721.860     | 44,4        | 105        | 55         | 50         | 3.051                     |         | 149       | 148       | 85         |
| 1980 | 276.181     | 562.000     | 49,1        | 36         | 19         | 17         | 7.671                     |         | 40        | 74        | 15         |
| 1990 | 397.341     | 699.466     | 56,8        | 65         | 49         | 16         | 6.112                     |         | 55        | 102       | 17         |
| 1999 | 456.053     | 761.516     | 59,9        | 51         | 46         | 5          | 8.942                     |         | 32        | 204       | 21         |
| 2000 | 471.804     | 799.748     | 59,0        | 87         | 83         | 4          | 5.423                     |         | 25        | 178       | 21         |
| 2001 | 509.253     | 837.087     | 60,8        | 86         | 82         | 4          | 5.921                     |         | 33        | 130       | 21         |
| 2002 | 528.633     | 867.092     | 61,0        | 98         | 91         | 7          | 5.394                     |         | 40        | 186       | 21         |
| 2003 | 549.745     | 912.097     | 60,3        | 70         | 61         | 9          | 7.853                     |         | 31        | 188       | 22         |
| 2004 | 600.273     | 974.075     | 61,6        | 79         | 68         | 11         | 7.598                     |         | 53        | 216       | 22         |
| 2006 | 596.596     | 969.668     | 61,5        | 85         | 70         | 15         | 7.018                     |         | 58        | 258       | 24         |
| 2011 | 675.000     | 1.051.000   | 64,2        | 80         | 71         | 9          | 8.437                     |         | 51        | 210       | 25         |
| 2013 | 627.267     | 1.028.829   | 61,0        | 92         | 79         | 13         | 6.818                     |         | 48        | 226       | 25         |
| 2016 | 639.862     | 1.027.295   | 62,3        | 93         | 81         | 12         | 6.880                     |         | 69        | 171       | 27         |
| 2019 | 695.845     | 1.076.153   | 64,7        | 123        | 103        | 20         | 5.657                     |         | 52        | 155       | 29         |
| 2021 | 702.255     | 1.096.078   | 64,1        | 107        | 95         | 12         | 6.563                     |         | 63        | 247       | 29         |
| 2023 | 683.452     | 1.120.821   | 61,0        | 103        | 85         | 18         | 6.635                     |         | 62        | 324       | 29         |